# Dominique Perben

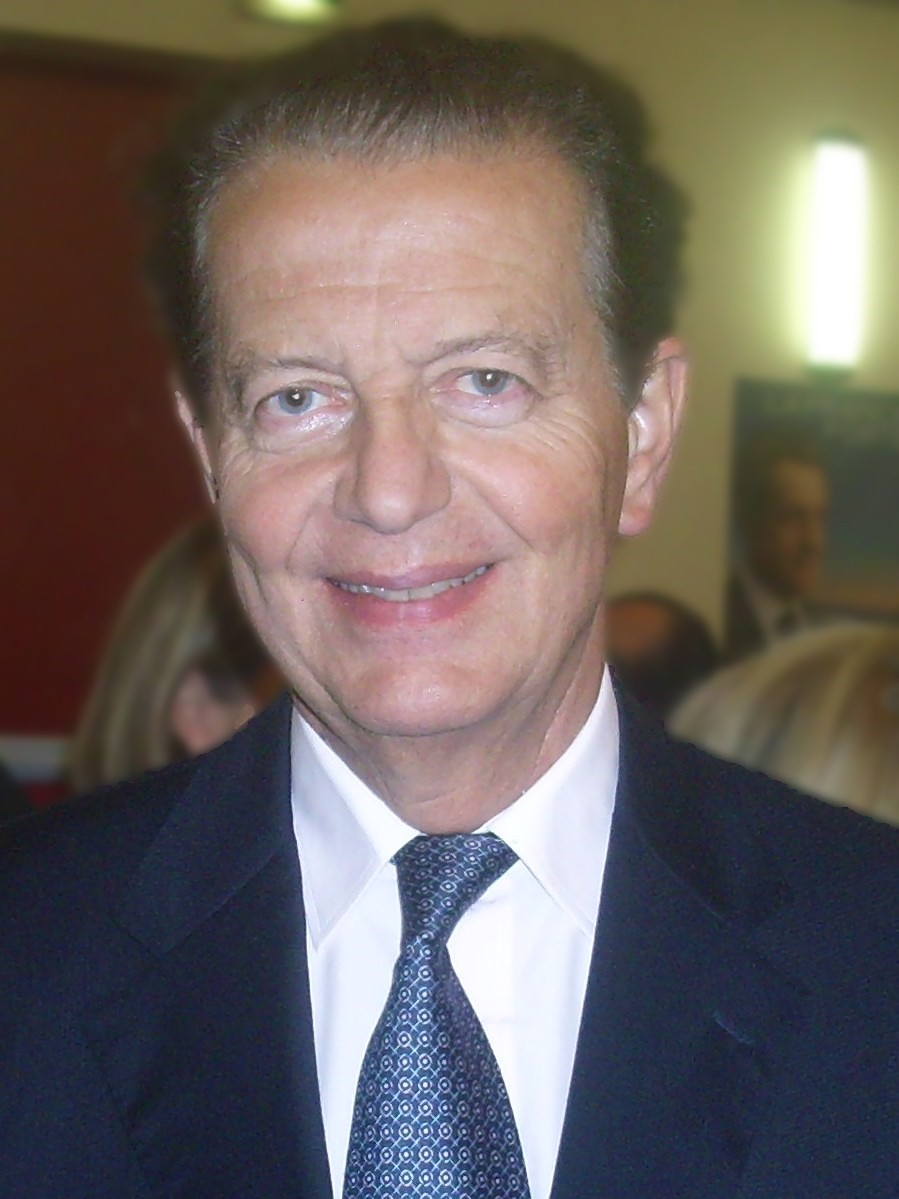
Dominique Perben (2012)

Dominique Perben (* 11. August 1945 in Lyon) ist ein französischer Politiker (RPR, UMP). Er war langjähriger Bürgermeister von Chalon-sur-Saône, von 2002 bis 2005 Justiz- und von 2005 bis 2007 Verkehrsminister Frankreichs.

## Ausbildung, Beruf und Familie
Nach dem Schulabschluss am katholischen Lycée Saint-Marc in Lyon studierte Perben an der Universität Lyon (Licence in Wirtschaftswissenschaften), am Institut d’études politiques de Paris (Sciences Po) und an der  Verwaltungshochschule École nationale d’administration (ENA), wo er 1972 seinen Abschluss machte (als Jahrgangskamerad von Alain Juppé, Louis Gallois und Jérôme Clément). 
Dann trat er in den Staatsdienst, wurde Büroleiter des Präfekten von Maine-et-Loire, 1975 Generalsekretär der Präfektur des Territoire de Belfort, im Jahr darauf Beauftragter für Mittelstädte bei der Interministeriellen Delegation für Raumplanung und regionale Attraktivität (DATAR). Perben wurde 1977 Kabinettschef von Norbert Ségard (RPR), dem damaligen Staatssekretär für Post und Fernmeldewesen. Er wechselte 1981 in die Direktion für Zivilschutz beim Innenministerium, bevor er im Folgejahr Generaldirektor der Regionalverwaltung von Rhône-Alpes wurde.
Am 9. Januar 2012 kündigte er seinen Rückzug aus dem politischen Leben an, um als Rechtsanwalt zu arbeiten.
Dominique Perben ist verheiratet und Vater von drei Kindern.

## Politische Karriere

### Kommunal- und Regionalpolitik
Als Mitglied des gaullistischen Rassemblement pour la République (RPR) wurde Perben 1983 zum Bürgermeister von Chalon-sur-Saône, zuvor hatte die Stadt jahrzehntelang ein linkes Stadtoberhaupt gehabt. Perben wurde als Bürgermeister dreimal wiedergewählt und behielt das Amt bis 2002. Parallel dazu war er von 1985 bis 1988 stellvertretender Vorsitzender des Generalrats des Départements Saône-et-Loire und von 1992 bis 1993 Mitglied des Regionalrates von Burgund. Nach seiner Ernennung zum Justizminister gab Perben das Bürgermeisteramt an seinen Parteikollegen Michel Allex ab, blieb aber noch bis 2003 Mitglied des Gemeinderats und erster Stellvertreter des Bürgermeisters.
Von 2004 bis 2011 war Perben der Vertreter des Kantons Lyon-VI im Generalrat des Départements Rhône und erster Stellvertreter des Generalratsvorsitzenden Michel Mercier. Bei der Kommunalwahl 2008 war Perben der Kandidat der UMP (und verbündeter Mitte-rechts-Parteien) für das Bürgermeisteramt in Lyon, unterlag aber im zweiten Wahlgang dem sozialistischen Amtsinhaber Gérard Collomb.

### Nationale Politik
Bei der Parlamentswahl 1986 errang Perben einen Sitz in der Nationalversammlung. Die Kombination von Abgeordnetenmandat und Bürgermeisteramt war in Frankreich durchaus üblich. Als Vertreter des 5. Wahlkreises des Départements Saône-et-Loire wurde er 1988, 1993, 1997 und 2002 jeweils wiedergewählt. Er war in dieser Zeit Mitglied der Gesetzgebungskommission der Nationalversammlung und von der Fraktion benanntes Mitglied des parlamentarischen Ausschusses zur Bewertung der Gesetzgebung. In den Zeiten, in denen er ein Ministeramt hatte, verzichtete er jeweils auf sein Abgeordnetenmandat.
Von 1993 bis 1995 war Perben Minister für die Überseegebiete im Kabinett Balladur. Von 1995 bis 1997 hatte er das Ministeramt für Beamtenwesen, Reform der Staatsorgane und Dezentralisierung im Kabinett Juppé II inne. 
Nach fünf Jahren in der Opposition bekleidete er von 2002 bis 2005 das Amt des Justizministers und Siegelbewahrers von Frankreich in der Regierung von Jean-Pierre Raffarin. Mit Perbens Namen verbunden ist das Gesetz über die Neuausrichtung der Justiz vom 9. September 2002, durch das u. a. sogenannte Nachbarschaftsgerichte (juge de proximité, zuständig für leichtere Vergehen und Zivilverfahren mit geringem Streitwert), „geschlossene Erziehungszentren“ (centre éducatif fermé) für kriminelle Jugendliche und spezielle Jugendstrafanstalten eingeführt wurden. Als Loi Perben II wird das Gesetz über die Anpassung der Justiz an die Entwicklung der Kriminalität vom 9. März 2004 bezeichnet, mit dem die Regierung die organisierte Kriminalität effektiver bekämpfen wollte. Durch dieses wurde die Höchstdauer des Polizeigewahrsams (garde à vue) auf 96 Stunden ausgedehnt, die Möglichkeit einer Verständigung im Strafverfahren im Fall eines Geständnisses des Angeklagten  (Comparution sur reconnaissance préalable de culpabilité) und die mögliche Auflage eines „bürgerschaftlichen Praktikums“ (stage de citoyenneté) eingeführt, mit der Straftäter zum Respekt vor republikanischen Werten wie Toleranz und Menschenwürde erzogen werden sollen. Vor allem die Ausdehnung des Polizeigewahrsams wurde von der Opposition scharf kritisiert, die auch Verfassungsbeschwerde erhob. Der Conseil constitutionnel erklärte das Gesetz größtenteils für verfassungsgemäß, verlangte aber in zwei Punkten Änderungen.
Vom 2. Juni 2005 bis zum 15. Mai 2007 war Perben Minister für Verkehr, Infrastruktur, Tourismus und Meereswirtschaft im Kabinett de Villepin. Als Abgeordneter des 4. Wahlkreises im Département Rhône wurde Perben 2007 von Neuem in die Nationalversammlung gewählt, der er bis zum Ende der Legislaturperiode im Juni 2012 angehörte.

### Partei
Perbens politische Heimat war das neogaullistische, von Jacques Chirac gegründete Rassemblement pour la République (RPR). Er gehörte dem Politbüro der Partei an und war von 1998 bis 1999 ihr nationaler Sekretär für auswärtige Angelegenheiten, später für Reformen der Staatsorgane, des Beamtenwesens und der Gebietsorganisation. 
Zusammen mit seinem Parteikollegen Michel Barnier, Jacques Barrot von der UDF und Jean-Pierre Raffarin von der Démocratie libérale gründete Perben 1999 die liberale Denkfabrik Dialogue et Initiative. RPR, DL und Teile der UDF fusionierten 2002 zur Mitte-rechts-Sammelpartei Union pour un mouvement populaire (UMP). Dialogue et Initiative wurde in der Folgezeit eine der wichtigsten innerparteilichen Strömungen in der UMP. Von 2004 bis 2008 war Perben Vorsitzender des UMP-Verbands im Département Rhône, 2009 wurde er nationaler Parteisekretär für die Reform der Gebietskörperschaften.